# Fragesatz
Ein Fragesatz (auch Interrogativsatz oder Erotema) ist ein Satz, dessen Funktion typischerweise das Stellen einer Frage ist. Der Sprechakt der Frage dient dazu, eine informative Antwort zu erhalten. Der Fragesatz ist wie der Aussagesatz und der Aufforderungssatz eine Satzart.

## Einteilung der Frage- bzw. Interrogativsätze
Fragesätze werden gewöhnlich unterschieden in:
- Entscheidungsfragen, auch Polaritätsinterrogative; dies sind sogenannte „Ja-/Nein-Fragen“, die in der deutschen Sprache durch ein Verb in Anfangsstellung signalisiert werden (V1-Stellung). Beispiel:
„War der Wikipediaartikel gut geschrieben?“

Daneben können Sätze in der Form des Aussagesatzes (V2-Stellung) als Frage verwendet werden, indem sie Frageintonation erhalten (ein fallend-steigendes Tonmuster): 
„Sie schrieb den Artikel wirklich aus der mündlichen Überlieferung?“ (mit Frageintonation)
- Alternativfragen, auch Disjunktivfragen; sie bestehen aus zwei Entscheidungsfragen, die durch die Konjunktion oder verbunden wurden. – Beispiel:
„War der Wikipediabeitrag gut oder schlecht?“
- Ergänzungsfragen, auch Konstituenteninterrogative; dies sind die typischen W-Fragen, sie werden durch ein Interrogativpronomen oder -adverb eingeleitet (Teilfrage). Die Antwort kann in einem ganzen Antwortsatz bestehen oder nur in der Nennung des erfragten Teils. Beispiel:
— „Wovon handelt der Artikel?“
— „(Der Artikel handelt) von der Entstehung des Mondes.“

Eine Sonderform ist hier außerdem die Mehrfachfrage: „Wer sitzt wo?“
- Hinzu kommt die Sonderform der Echofrage, die als Rückfrage einen Satz wiederholt und darin ein Fragewort an der Stelle einsetzt, wo eine Bestätigung des richtigen Verständnisses verlangt wird:
— „Oma hat sich ein Nasenpiercing machen lassen.“
— „Sie hat Was machen lassen?“

## Fragesatz und Frage

### Fragesatz und Sprechakte
Es ist zu unterscheiden zwischen der grammatischen Form eines Fragesatzes und dem Sprechhandlungstyp der Frage. Mit einem Fragesatz kann nicht nur eine Frage gestellt werden, sondern es können auch andere Sprechhandlungen ausgeführt werden. So kann ein Fragesatz indirekt auch eine Aufforderung bewirken oder eine Behauptung aufstellen.
Fragesätze mit einer Aufforderung, einer Bitte oder einem Befehl:
- „Ist die Tür auch abgeschlossen?“ (möglicher Sinn ist ein Appell: „Kontrolliere dies und schließe die Tür zu, wenn sie nicht verschlossen ist!“)
- „Können Sie mir bitte sagen, wie spät es ist?“ (gewöhnlicher Sinn auf der Sachebene: „Sagen Sie mir bitte, wie spät es ist!“) Man erwartet nicht die Antwort ja oder nein, sondern die Uhrzeit. Wenn man mit nein antwortet, erfordert das höflicherweise eine Begründung.

Es gibt auch Fragesätze, bei denen der Redner keine Antwort auf seine Frage will (rhetorische Frage im weiteren Sinn),
- (Zeitungsüberschrift) „Gewinnt Deutschland die EM?“

beziehungsweise (rhetorische Frage im engeren Sinn) den Adressaten zur Zustimmung zur Meinung des Sprechenden bewegen will. Rhetorische Fragen dieser Art werden in der Sprechakttheorie als indirekte Behauptungen eingeordnet.
- „Der Mitarbeiter M. ist doch nicht wirklich krank?“ (möglicher Sinn: „Der Mitarbeiter M. simuliert. (Da stimmen Sie mir sicher zu.)“)

## Fragesatz und Intonation
Das Heben der Stimme am Ende des Fragesatzes (betonen) ist nicht unbedingt notwendig, wenn die Frage bereits ausreichend durch das Fragewort oder die gebeugte Verbform am Satzanfang gekennzeichnet ist. Die Intonation kann regional unterschiedlich sein. Sie kann fallend oder steigend sein.

## Syntaktische Funktionen von Fragesätzen
Syntaktisch wird außerdem zwischen direkten und indirekten Fragen unterschieden.
Direkte Fragen sind Fragen in Form eines Hauptsatzes, die Antworten erfordern. In der Schreibung enden sie im Deutschen immer mit dem Fragezeichen ? :
- „Wann wirst du morgen kommen?“

Indirekte Fragen sind in einen Satz eingebettet, der nicht die grammatische Form einer Frage haben muss. Diese Nebensätze dienen vielmehr als Ergänzungen eines Verbs (Inhaltssatz) und lösen für sich genommen keine Antworten aus. Auf der Ebene des  Sprechakts kann sich dennoch die Interpretation als Frage ergeben (jedoch nicht als Satzbedeutung, sondern als pragmatische Schlussfolgerung; vergleiche oben den Abschnitt #Fragesatz und Sprechakte):
- „Ich würde gerne wissen, wann du morgen kommst.“